# Ringelheim (Salzgitter)
Ringelheim è una frazione (Stadtteil) della città di Salzgitter, nel land della Bassa Sassonia, in Germania.

## Storia
Nel Medioevo, questa era la sede dell'assemblea governativa (thing) di Salzgau, una contea (Gau) dell'Ostfalia in Sassonia. Intorno al 940, il conte Immed, della famiglia di Santa Matilde, fondò qui una comunità di canoniche laiche (Frauenstift). I vasti possedimenti del convento nei dintorni di Salzgitter, Liebenburg, Goslar, Wallmoden, Lutter, Sehlde, Elbe e Haverlah sono documentati in un atto del re Ottone I del 941. La collegiata è sotto il raro patronato dei Santi Abdon e Sennen.
Intorno al 1152, l'abbazia fu trasformata in un monastero benedettino; il re Corrado III di Hohenstaufen la sottopose al governo dei vescovi di Hildesheim. I primi monaci che si stabilirono a Ringelheim provenivano dall'abbazia di San Michele a Hildesheim.
Dopo gli attacchi del duca Enrico II di Brunswick, Ringelheim appartenne al principato di Wolfenbüttel dal 1523 fino a quando la proprietà fu restituita a Hildesheim nel 1643. Il monastero divenne protestante sotto il duca Giulio di Brunswick nel 1568, ma alla fine fu restituito ai benedettini dal vescovo Ferdinando di Baviera. Durante la Guerra dei Trent'anni, il 27 agosto 1626 si svolse nelle vicinanze la battaglia di Lutter; il re Cristiano IV di Danimarca, che subì una pesante sconfitta, si rifugiò a Wolfenbüttel passando per Ringelheim.
Dopo la secolarizzazione nel 1803, le proprietà dell'ex abbazia furono trasferite al generale prussiano Friedrich Wilhelm von der Schulenburg-Kehnert. L'edificio del monastero fu trasformato in una residenza signorile neoclassica. Il giardino all'inglese del castello fu allestito nel 1847.
Già comune autonomo nel circondario di Goslar, fu soppresso e incorporato a Watenstedt-Salzgitter il 1º aprile 1942.

## Monumenti e luoghi d'interesse
- Castello di Ringelheim